# 精裝追女仔
《精裝追女仔》是1987年香港電影，王晶自編自導，周潤發、張曼玉等主演。1988年初推出續集《精裝追女仔Ⅱ》。
2024年，此電影導演王晶承認這部片是周潤發跟據早年簽下的舊電影合約而拍的。

## 劇情
爛口發（周潤發飾）為人庸俗下流，經常滿口髒話。與兩個死黨交通燈（陳百祥飾）與吳準少（曾志偉飾）同在一車房內工作。車房老闆劉定堅（馮淬帆飾）雖然為人孤寒刻薄，但對三人刻薄中帶有一定溫情。
交通燈與吳準少同樣看不上爛口發女朋友（張敏飾）那個勢利跋扈的母親（梁珊飾），在她的生日宴會上搗亂，逼爛口發與女友分手。爛口發失戀後，老闆建議他們到檳城旅行，在那裡他們結識了美容小姐董董（張曼玉飾）與蚊滋（蔣麗萍飾）。驚為天人，決展開追求，在抽籤下，發扮有錢仔結識董董，而三人則追蚊滋。蚊滋見發派頭十足，提議董董扮有錢女，搞出笑話連篇。爛口發冒充富豪，董董冒充千金小姐，兩人交往迅速發展，約定回香港後相見。
某夜，兩人相約出席一個舞會，爛口發對鑽石王老五趙定先 （翁世傑飾）向其女友示意不當行為極為看不過眼，刻意玩弄他，因而結下仇口。趙定先對董董展開追求以謀報復，他先到美容中心找董董與蚊滋拍廣告，同時以汽車要維修為由帶董董與蚊滋當眾揭發爛口發是車房仔的真實身份。董董受爛口發所騙，含憤而去；眾人苦言相勸，卻更加深了誤會。這時趙定先舉行新屋入伙派對，準備對董董另有企圖。爛口發等人知道後混進舞會，展開營救董董與蚊滋的行動，最後更弄至笑料百出，董董發現趙定先原來對自己別有用心，爛口發向董董懺悔當初，獲得其體諒與開解，最後二人終成眷屬。

## 角色
| 演員     | 角色                             | 粵語配音               |
| -------- | -------------------------------- | ---------------------- |
| 周潤發   | 王日發（爛口發）                 | 周潤發                 |
| 張曼玉   | 董曼玉（董董）                   | 龍寶鈿                 |
| 馮淬帆   | 劉定堅                           | 馮淬帆                 |
| 陳百祥   | 交通燈                           | 陳百祥                 |
| 曾志偉   | 吳準少                           | 馮永和                 |
| 蔣麗萍   | 利文芝（蚊滋）                   | 盧素娟                 |
| 翁世傑   | 趙定先                           | 朱子聰                 |
| 王晶     | 旅行社導遊                       | 陳永信                 |
| 黄靖華   | 1.豪哥、2.旅行社保鑣、3.交通警察 | 1:朱子聰、2 and 3:盧雄 |
| 張敏     | 刁敏                             | 沈小蘭                 |
| 黃新     | 敏父                             | 金貴                   |
| 梁珊     | 敏母(刁太)                       | 曾慶珏                 |
| 王天林   | 董仕掌 (董董父親)                | 金貴                   |
| 蘇杏璇   | 董太 (董董母親)                  | 吳小藝                 |
| 陳佩珊   | 細珠                             | 莊文清                 |
| 梁克信   | 細珠父親                         | 盧雄                   |
| 上官玉   | 美容中心老闆娘                   | 曾慶珏                 |
| 鄭裕玲   | 蘇絲 (董董和蚊子同事)            | 鄭裕玲                 |
| 陳欣健   | Disco 主持人                     | 陳欣健                 |
| 肥媽     | Disco 客人                       |                        |
| 姜中平   | 趙定先師傅                       | 姜中平                 |
| 曹查理   | 趙定先跟班                       | 盧雄                   |
| 陳友     | 趙定先跟班                       | 陳永信                 |
| 上山安娜 | 冰山美人                         | 盧素娟                 |
| 張永正   | 法拉利哥（無具名）               | 陳永信                 |
| 胡瓜     | 臺灣遊客                         |                        |
| 鄭進一   | 臺灣遊客                         |                        |
| 白才女   | (聲音演出)                       | 莊文清                 |
| 冼灝英   | 趙定先保鏢                       | 陳永信                 |
| 陳惠瑜   | 車房顧客                         | 盧素娟                 |
| 田自義   | 軍裝警察                         |                        |
| 成奎安   | 吳準少保鑣                       |                        |

## 軼事
本片有多個橋段取材自當時賣座電影《英雄本色》（同為周潤發演出），例如豪哥一角影射後者主角「宋子豪」；另外後者在「楓林閣」槍戰一段也被本片喜劇化。

## 電影歌曲
| 曲別   | 歌名         | 演唱者 |
| ------ | ------------ | ------ |
| 主題曲 | 《假裝冷艷》 | 蔣麗萍 |

## 外部連結
- 開眼電影網上《精裝追女仔》的資料（繁體中文）
- 豆瓣电影上《精裝追女仔》的資料 （简体中文）
- 时光网上《精裝追女仔》的資料（简体中文）
- AllMovie上《精裝追女仔》的资料（英文）
- 爛番茄上《精裝追女仔》的資料（英文）
- 香港影庫上《精裝追女仔》的資料（繁體中文）
- 互联网电影数据库（IMDb）上《精裝追女仔》的资料（英文）